# Novi Vinodolski
Novi Vinodolski este un oraș în cantonul Primorje-Gorski kotar, Croația, având o populație de 5.113 locuitori (2011).

## Demografie
Componența etnică a orașului Novi Vinodolski
     Croați (91,02%)
     Sârbi (3,27%)
     Albanezi (1,31%)
     Necunoscut (0,66%)
     Neclasificat (2,6%)
Componența confesională a orașului Novi Vinodolski
     Catolici (83,14%)
     Fără religie și atei (6,36%)
     Ortodocși (3,36%)
     Musulmani (1,76%)
     Agnostici și sceptici (1,04%)
     Necunoscută (3,81%)
     Alte religii (0,51%)
Conform recensământului din 2011, orașul Novi Vinodolski avea 5.113 locuitori. Din punct de vedere etnic, majoritatea locuitorilor (91,02%) erau croați, existând și minorități de sârbi (3,27%) și albanezi (1,31%). Apartenența etnică nu este cunoscută în cazul a 0,66% din locuitori. Din punct de vedere confesional, majoritatea locuitorilor (83,14%) erau catolici, existând și minorități de persoane fără religie și atei (6,36%), ortodocși (3,36%), musulmani (1,76%) și agnostici și sceptici (1,04%). Pentru 3,81% din locuitori nu este cunoscută apartenența confesională.